# Cynanthus doubledayi
El colibrí piquiancho de Guerrero (Cynanthus doubledayi), también denominado colibrí costeño, colibrí de Doubleday o colibrí pico ancho mexicano, es una especie de ave apodiforme de la familia Trochilidae —los colibríes— perteneciente al género Cynanthus. Es endémica de México. Anteriormente se consideraba una subespecie del colibrí piquiancho Cynanthus latirostris, pero los resultado sobre investigaciones filogenéticas en 2008 apoyaron el tratamiento como especie separada.

## Distribución y hábitat
Se distribuye en las costa del Pacífico mexicano, desde el oeste de Guerrero a través de Oaxaca hasta el este de Chiapas. Vive en altitudes desde el nivel del mar hasta 900 m, en arboledas secas a semiáridas, matorrales y en áreas semiabiertas con árboles dispersos.

## Sistemática

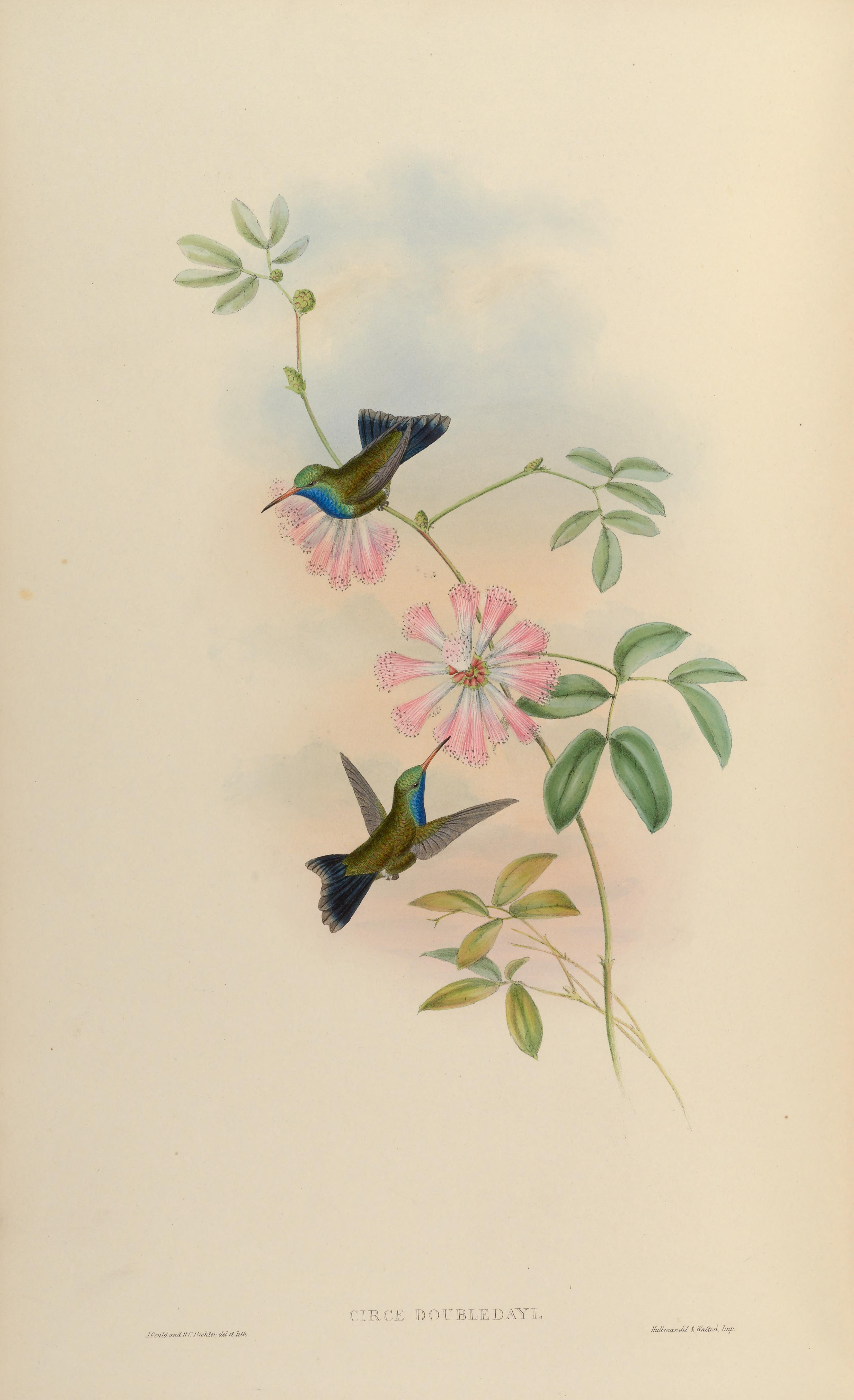
Circe doubledayi, sinónimo de Cynanthus doubledayi, ilustración de Gould y Richter en A monograph of the Trochilidae, or family of humming-birds 5, 1861.

### Descripción original
La especie C. doubledayi fue descrita por primera vez por el ornitólogo francés Jules Bourcier en 1847 bajo el nombre científico Trochilus doubledayi; su localidad tipo es: «presumiblemente del río Negro» (error), corregido para «Guerrero, México ».

### Etimología
El nombre genérico masculino «Cynanthus» se compone de las palabras del griego «kuanos» que significa ‘azul oscuro’, y «anthos» que significa ‘florecer’; y el nombre de la especie «doubledayi», conmemora a los hermanos entomólogos británicos Henry Doubleday (1808–1875) y Edward Doubleday (1810–1849).

### Taxonomía
La presente especie fue tratada como subespecie del colibrí piquiancho común Cynanthus latirostris por algunos autores y como especie plena por otros, con soporte de datos genéticos. Fue reconocida como especie separada por el Comité de Clasificación de Norte y Mesoamérica (N&MACC) en la Propuesta 2022-A-20, lo que fue seguido por las principales clasificaciones. Es monotípica.